# Beam Breakers
Beam Breakers est un jeu vidéo de course développé par Similis et édité par JoWooD Productions, sorti en 2002 sur Windows.

## Accueil
- GameSpot : 5,6/10[1]
- GameSpy : 2/5[2]
- IGN : 8,0/10[3]
- Jeux vidéo Magazine : 14/20[4]
- Jeuxvideo.com : 8/20[5]